# Marcia Muller
Marcia Muller (* 28. September 1944 in Detroit, Michigan) ist eine US-amerikanische Krimi-Schriftstellerin.
Nach ihrem Journalistik-Studium arbeitete sie ab 1971 als freie Journalistin. 1977 begann sie mit dem Schreiben von Kriminalromanen.
Einerseits steht ihre Heldin Sharon McCone in der Tradition der amerikanischen Hardboiled-Krimis à la Raymond Chandler und Ross Macdonald, andererseits war sie als weiblicher Detektiv eine Pionierin in diesem Bereich. Ihre Krimis spielen in Mullers Wohnort San Francisco.
Verheiratet ist sie mit Bill Pronzini, der selbst ein erfolgreicher Krimiautor ist und mit dem sie auch einige Romane zusammen schrieb.

## Auszeichnungen
- 1994 Anthony Award – Kategorie Bester Roman für Wolf in the Shadows (dt. Wölfe und Kojoten)
- 2005 Grand Master Award, die höchste Auszeichnung der Mystery Writers of America (MWA), für besondere Leistungen im Krimi-Genre und gleichbleibend hohe Qualität ihrer Werke
- 2010 Shamus Award – Kategorie Bester Roman für Locked In
- 2010 Shamus Award – Kategorie The Hammer für Sharon McCone als beste P.I.-Serienfigur

## Bibliografie
Sharon-McCone-Krimis
- Es ist nicht alles Gold... [Das Geheimnis von Edwin Eisenschuh] (Edwin of the Iron Shoes, 1977)
- Frag die Karten (Ask the Cards a Question, 1982)
- Tödliches Farbenspiel (The Cheshire Cat's Eye, 1983)
- Double (mit Bill Pronzini, 1984, nicht auf Deutsch erschienen)
- Das Geheimnis des toten Fischers (Games to Keep the Dark Away, 1984)
- Leave a Message for Willie (1985, nicht auf Deutsch erschienen)
- Nette Nachbarn (There's Nothing to Be Afraid Of, 1985)
- Im Auge des Orkans (Eye of the Storm, 1988)
- Dieser Sonntag hat's in sich (There's Something in a Sunday, 1989)
- Mord ohne Leiche (Shape of Dread, 1989)
- Tote Pracht (Trophies and Dead Things, 1990)
- Niemandsland (Where Echoes Live , 1991)
- Letzte Instanz (Pennies on a Dead Woman's Eyes, 1992)
- Wölfe und Kojoten (Wolf in the Shadows, 1993)
- Feinde kann man sich nicht aussuchen (Till the Butchers Cut Him Down, 1994)
- Ein wilder und einsamer Ort (A Wild and Lonely Place, 1995)
- Das gebrochene Versprechen (The Broken Promise Land, 1996)
- Am Ende der Nacht (Both Ends of the Night, 1997)
- Wenn alle anderen schlafen (While Other People Sleep, 1998)
- Spiel mit dem Feuer (A Walk Through the Fire, 1999)
- Gefährliche Stille (Listen to the Silence, 2000)
- San Francisco Blues (Dead Midnight, 2002)
- Zu gefährlicher Stunde (The Dangerous Hour, 2004)
- Cape Perdido (2005, noch nicht auf Deutsch erschienen)
- Vanishing Point (2006, noch nicht auf Deutsch erschienen)
- The Ever-Running Man (2007, noch nicht auf Deutsch erschienen)
- Burn Out (2008, noch nicht auf Deutsch erschienen)
- Locked In (2009, noch nicht auf Deutsch erschienen)

Rhoda-Swift-Krimis
- Dunkle Schatten (Point Deception, 2001)
- Giftige Wasser (Cyanid Wells, 2003)

Andere Krimis
- Der Tod des Chefs (älterer Titel: Mord mit doppeltem Boden)(The Tree of Death, 1983)